# St. Valentin (Obererlbach)

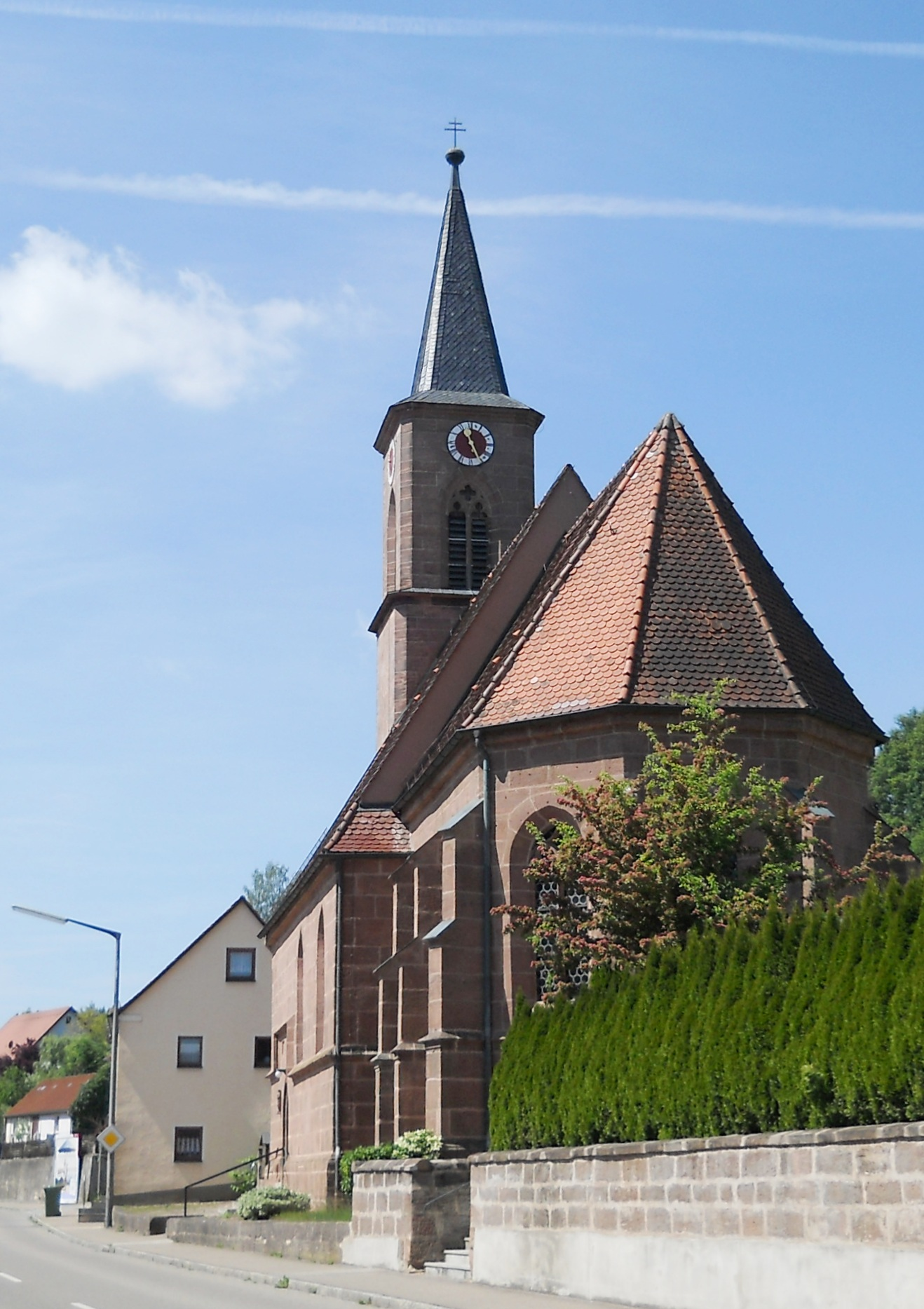
St. Valentin (Obererlbach), Bild aufgenommen 2011

Die römisch-katholische, denkmalgeschützte Pfarrkirche St. Valentin steht in Obererlbach, einem Gemeindeteil der bayerischen Gemeinde Haundorf im mittelfränkischen Landkreis Weißenburg-Gunzenhausen. Das Bauwerk ist unter der Denkmalnummer D-5-77-138-27 als Baudenkmal in der Bayerischen Denkmalliste eingetragen. Die mittelalterlichen und frühneuzeitlichen untertägigen Bestandteile der Kirche sind zusätzlich als Bodendenkmal (Nummer: D-5-6831-0126) eingetragen.

## Geographische Lage
Das Bauwerk mit der postalischen Adresse Hauptstraße 57 steht innerhalb des Obererlbacher Ortskerns an der Hauptstraße, die Teil der Bundesstraße 466 ist, auf einer Höhe von 401 Metern über NHN. Der Dorffriedhof grenzt direkt an. Die Pfarrei umfasst weite Teile der Gemeinde Haundorf sowie der Absberger Ortsteil Kalbensteinberg und gehört zum Pfarrverband Gunzenhausen im Dekanat Weißenburg-Wemding des Bistums Eichstätt.

## Beschreibung
Das spätgotische Langhaus der Saalkirche aus Sandstein-Quadermauerwerk wurde 1486 erbaut. Der eingezogene, von nachgotischen Strebepfeilern gestützte Chor mit 5/8-Schluss im Nordosten wurde erst im 17. Jahrhundert vollendet. Der Dachreiter auf dem Satteldach des Langhauses wurde 1892 durch einen Kirchturm mit Spitzhelm im Südwesten ersetzt, der mit einem schiefergedeckten Knickhelm bedeckt wurde. Das oberste Geschoss des Turms beherbergt die Turmuhr und den Glockenstuhl, in dem drei Kirchenglocken hängen: Die älteste stammt von etwa 1490 und trägt als Umschrift den Englischen Gruß; die zweite wurde 1880 von Matthias Stapf aus Eichstätt gegossen, die dritte von Hirt in Kempten.
Der Innenraum des Langhauses ist mit einer Flachdecke überspannt, der des Chors mit einem Netzgewölbe. Der Hochaltar, der sich vorher in der 1960 abgebrochenen alten katholischen Pfarrkirche in Gunzenhausen befand, wurde der katholischen Pfarrgemeinde Gunzenhausen abgekauft und ziert seitdem den Chor. Es ist ein spätgotischer Flügelaltar aus Gnotzheim, auf dessen Flügelinnenseiten die Vierzehn Nothelfer dargestellt sind.